# Phrurolithus splendidus
Phrurolithus splendidus är en spindelart som beskrevs av Song och Zheng 1992. Phrurolithus splendidus ingår i släktet Phrurolithus och familjen flinkspindlar. Inga underarter finns listade i Catalogue of Life.